# Hiéroglyphe égyptien C2

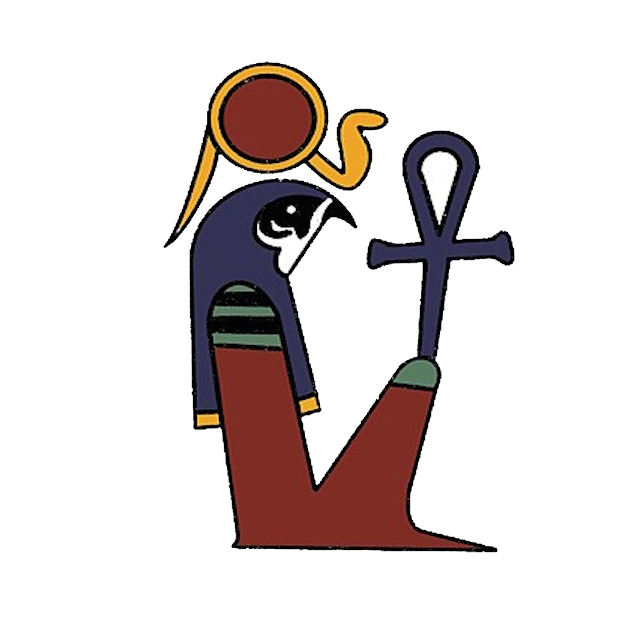
Version hiéroglyphique

Le hiéroglyphe égyptien C2 (Rê-Horakhty assis) est classifié dans la section C « Divinités anthropomorphes » de la liste de Gardiner ; il y est noté C2.

## Représentation
Il représente le dieu Rê sous forme hiéracocéphale (falco peregrinus) Rê-Horakhty assis, portant la croix ânkh (hiéroglyphe S34) dans ses mains et le disque solaire sur sa tête. Il est translittéré Rˁ.

## Utilisation
| r · a | C2 |

| r · a | C2 |